# Pomazatin
Pomazatin en albanais et Pomazatin en serbe latin (en serbe cyrillique : Помазатин) est une localité du Kosovo située dans la commune/municipalité de Fushë Kosovë/Kosovo Polje, district de Pristina (Kosovo) ou district de Kosovo (Serbie). Selon le recensement kosovar de 2011, elle compte 748 habitants.
Le village est également connu sous le nom albanais de Pomazotin.

## Démographie

### Évolution historique de la population dans la localité
| 1948 | 1953 | 1961 | 1971 | 1981 | 1991 | 2011 |
| ---- | ---- | ---- | ---- | ---- | ---- | ---- |
| 174  | 188  | 218  | 319  | 455  | 559  | 748  |

|  |

### Répartition de la population par nationalités (2011)
En 2011, les Albanais représentaient 99,47 % de la population.